# Cúp bóng đá châu Á 2019 (Bảng B)
Bảng B của Cúp bóng đá châu Á 2019 sẽ diễn ra từ ngày 6 đến ngày 15 tháng 1 năm 2019. Bảng này bao gồm đương kim vô địch Úc, Syria, Palestine, và Jordan. Hai đội tuyển đứng đầu, có thể cùng với đội xếp thứ ba (nếu họ được xếp hạng là một trong bốn đội tốt nhất), sẽ giành quyền vào vòng 16 đội.

## Các đội tuyển
| Vị trí bốc thăm | Đội tuyển | Khu vực | Tư cách vượt qua vòng loại                          | Ngày vượt qua vòng loại | Tham dự chung kết | Tham dự cuối cùng | Thành tích tốt nhất lần trước            | Bảng xếp hạng FIFA | Bảng xếp hạng FIFA |
| Vị trí bốc thăm | Đội tuyển | Khu vực | Tư cách vượt qua vòng loại                          | Ngày vượt qua vòng loại | Tham dự chung kết | Tham dự cuối cùng | Thành tích tốt nhất lần trước            | Tháng 4-2018       | Tháng 12-2018      |
| --------------- | --------- | ------- | --------------------------------------------------- | ----------------------- | ----------------- | ----------------- | ---------------------------------------- | ------------------ | ------------------ |
| B1              | Úc        | AFF     | Nhất bảng B (vòng 2)                                | 29 tháng 3 năm 2016     | 4 lần             | 2015 (vô địch)    | Vô địch (2015)                           | 40                 | 41                 |
| B2              | Syria     | WAFF    | Nhì bảng E (vòng 2) (đội xếp hạng 2 tốt nhất thứ 2) | 29 tháng 3 năm 2016     | 6 lần             | 2011 (vòng bảng)  | Vòng bảng (1980, 1984, 1988, 1996, 2011) | 76                 | 74                 |
| B3              | Palestine | WAFF    | Nhì bảng D (vòng 3)                                 | 10 tháng 10 năm 2017    | 2 lần             | 2015 (vòng bảng)  | Vòng bảng (2015)                         | 83                 | 99                 |
| B4              | Jordan    | WAFF    | Nhất bảng C (vòng 3)                                | 14 tháng 11 năm 2017    | 4 lần             | 2015 (vòng bảng)  | Tứ kết (2004, 2011)                      | 117                | 109                |

Ghi chú
1. ↑  Bảng xếp hạng của tháng 4 năm 2018 đã được sử dụng để hạt giống cho bốc thăm vòng chung kết.

## Bảng xếp hạng
| VT | Đội       | ST | T | H | B | BT | BB | HS | Đ | Giành quyền tham dự                     |
| -- | --------- | -- | - | - | - | -- | -- | -- | - | --------------------------------------- |
| 1  | Jordan    | 3  | 2 | 1 | 0 | 3  | 0  | +3 | 7 | Giành quyền vào vòng đấu loại trực tiếp |
| 2  | Úc        | 3  | 2 | 0 | 1 | 6  | 3  | +3 | 6 | Giành quyền vào vòng đấu loại trực tiếp |
| 3  | Palestine | 3  | 0 | 2 | 1 | 0  | 3  | −3 | 2 |                                         |
| 4  | Syria     | 3  | 0 | 1 | 2 | 2  | 5  | −3 | 1 |                                         |

Trong vòng 16 đội:
- Nhất bảng B sẽ giành quyền thi đấu với đội xếp thứ ba của bảng A, bảng C, hoặc bảng D.
- Nhì bảng B sẽ giành quyền thi đấu với nhì bảng F.
- Đội xếp thứ ba của bảng B có thể giành quyền thi đấu với nhất bảng C hoặc bảng D.

## Các trận đấu
Tất cả thời gian được liệt kê là GST (UTC+4).

### Úc vs Jordan

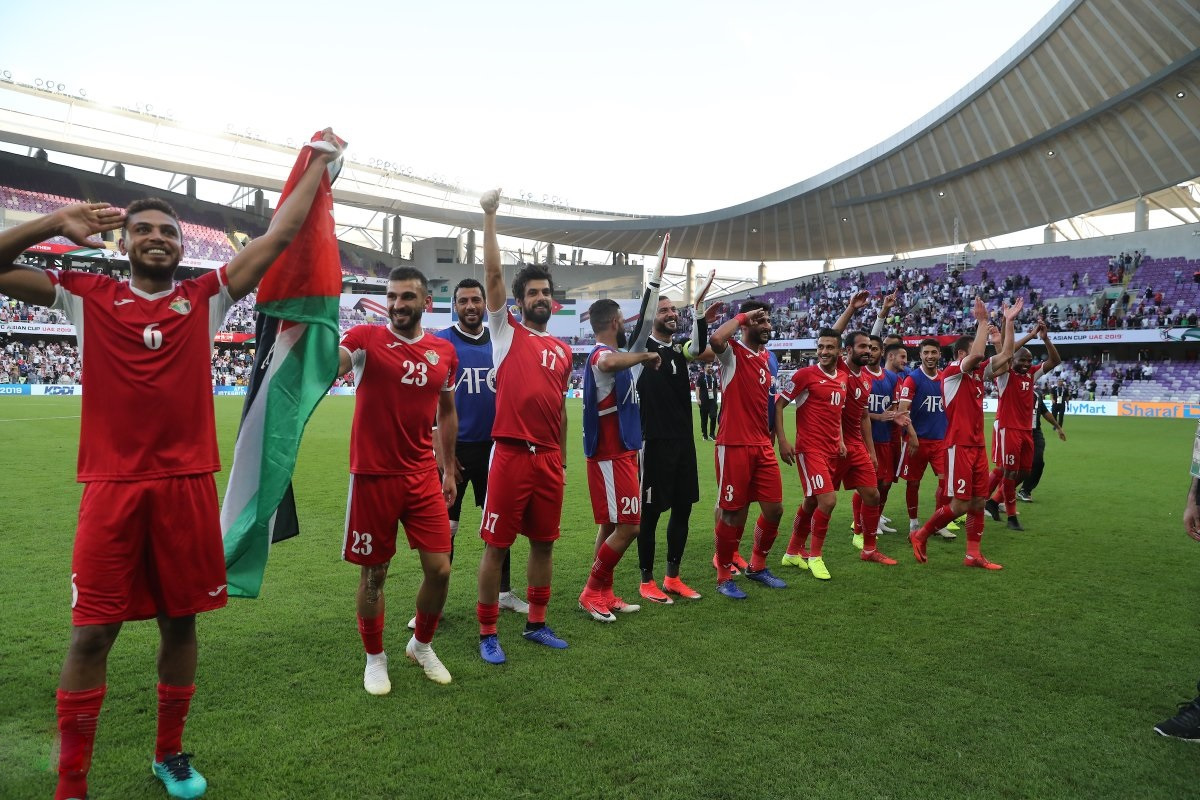
Các cầu thủ Jordan ăn mừng sau trận đấu

| Úc | 0–1      | Jordan            |
| -- | -------- | ----------------- |
|    | Chi tiết | - Bani Yaseen 26' |

| Úc | Jordan |

| GK                  | 1  | Mathew Ryan       |     |     |
| RB                  | 19 | Josh Risdon       |     | 46' |
| CB                  | 2  | Milos Degenek     |     |     |
| CB                  | 20 | Trent Sainsbury   | 28' |     |
| LB                  | 16 | Aziz Behich       |     |     |
| CM                  | 5  | Mark Milligan (c) |     |     |
| CM                  | 8  | Massimo Luongo    |     | 74' |
| RW                  | 21 | Awer Mabil        |     |     |
| AM                  | 23 | Tom Rogic         |     |     |
| LW                  | 10 | Robbie Kruse      |     | 55' |
| CF                  | 9  | Jamie Maclaren    |     |     |
| Vào sân thay người: |    |                   |     |     |
| DF                  | 4  | Rhyan Grant       |     | 46' |
| FW                  | 15 | Chris Ikonomidis  |     | 55' |
| MF                  | 22 | Jackson Irvine    |     | 74' |
| Huấn luyện viên:    |    |                   |     |     |
| Graham Arnold       |    |                   |     |     |

| GK                  | 1  | Amer Shafi (c)      |     |     |
| RB                  | 2  | Feras Shelbaieh     |     |     |
| CB                  | 3  | Tareq Khattab       |     |     |
| CB                  | 19 | Anas Bani Yaseen    |     |     |
| LB                  | 21 | Salem Al-Ajalin     |     |     |
| CM                  | 4  | Baha' Abdel-Rahman  |     |     |
| CM                  | 6  | Saeed Murjan        |     | 90' |
| RW                  | 7  | Yousef Al-Rawashdeh |     |     |
| AM                  | 11 | Yaseen Al-Bakhit    |     | 88' |
| LW                  | 13 | Khalil Bani Attiah  |     |     |
| CF                  | 18 | Musa Al-Taamari     | 51' | 72' |
| Vào sân thay người: |    |                     |     |     |
| FW                  | 9  | Baha' Faisal        |     | 72' |
| FW                  | 14 | Ahmad Ersan         |     | 88' |
| MF                  | 10 | Ahmed Samir         |     | 90' |
| Huấn luyện viên:    |    |                     |     |     |
| Vital Borkelmans    |    |                     |     |     |

| Cầu thủ xuất sắc nhất trận: Anas Bani Yaseen (Jordan) Trợ lý trọng tài: Abu Bakar Al-Amri (Oman) Rashid Al-Ghaithi (Oman) Trọng tài thứ tư: Taleb Al-Marri (Qatar) Trợ lý trọng tài bổ sung: Abdulrahman Al-Jassim (Qatar) Khamis Al-Marri (Qatar) |

### Syria vs Palestine

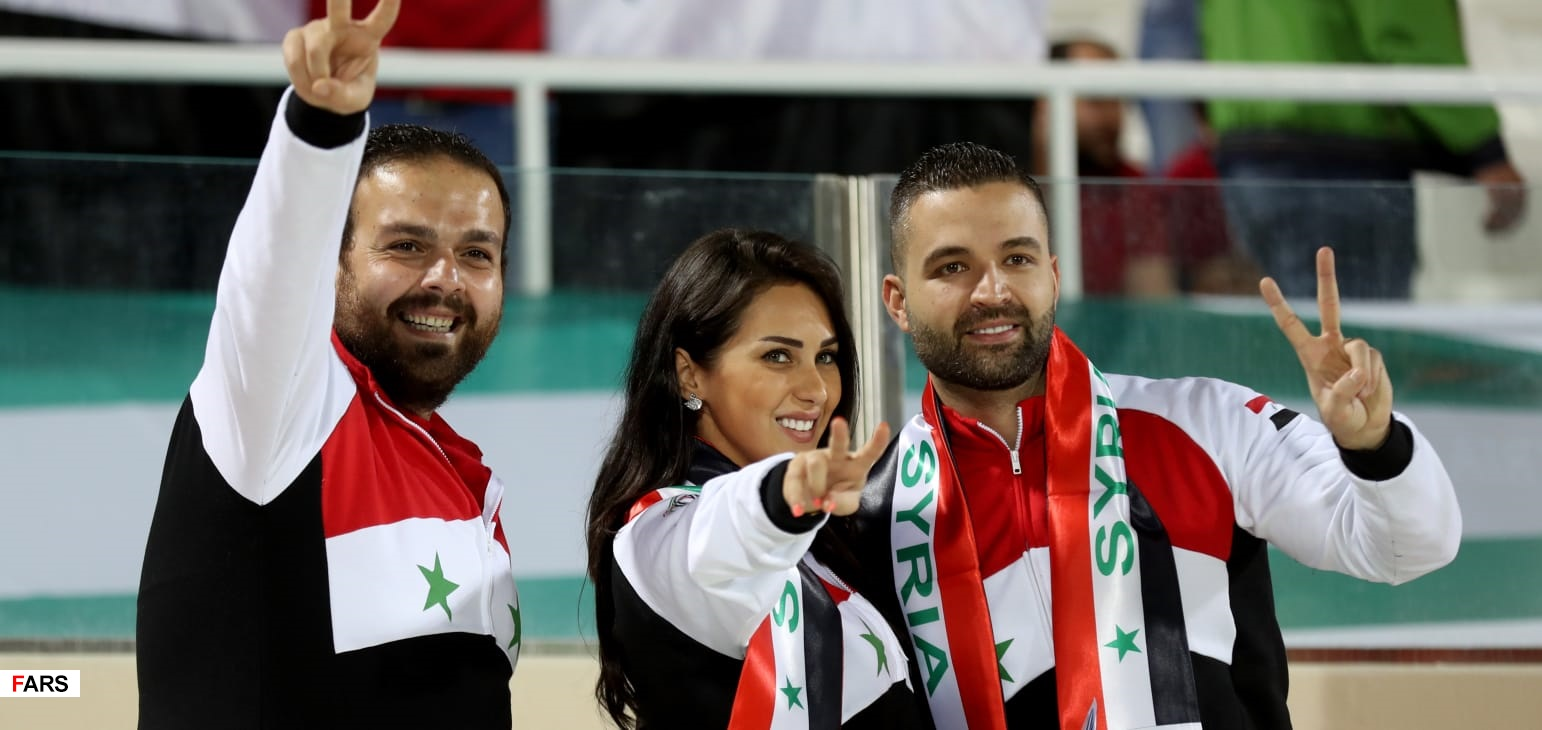
Người hâm mộ Syria trước trận đấu

| Syria | 0–0      | Palestine |
| ----- | -------- | --------- |
|       | Chi tiết |           |

| Syria | Palestine |

| GK                  | 1  | Ibrahim Alma          |       |     |
| RB                  | 2  | Ahmad Al Salih        |       |     |
| CB                  | 4  | Jehad Al Baour        |       |     |
| CB                  | 15 | Abdul Malek Al Anizan |       |     |
| LB                  | 3  | Moayad Ajan           |       |     |
| CM                  | 14 | Tamer Haj Mohamad     | 76'   | 81' |
| CM                  | 18 | Zaher Midani          |       | 73' |
| RW                  | 11 | Osama Omari           |       | 41' |
| AM                  | 7  | Omar Kharbin          |       |     |
| LW                  | 21 | Fahd Youssef          |       |     |
| CF                  | 9  | Omar Al Somah (c)     |       |     |
| Vào sân thay người: |    |                       |       |     |
| MF                  | 17 | Youssef Kalfa         |       | 41' |
| MF                  | 10 | Mohammed Osman        |       | 73' |
| MF                  | 16 | Ahmed Ashkar          | 90+2' | 81' |
| Huấn luyện viên:    |    |                       |       |     |
| Bernd Stange        |    |                       |       |     |

| GK                  | 22 | Rami Hamadeh          |         |     |
| RB                  | 7  | Musab Al-Battat       | 59'     |     |
| CB                  | 4  | Mohammed Saleh        | 43' 68' |     |
| CB                  | 15 | Abdelatif Bahdari (c) |         |     |
| LB                  | 14 | Abdullah Jaber        |         |     |
| RM                  | 23 | Mohammed Darweesh     |         |     |
| CM                  | 8  | Jonathan Cantillana   | 5'      | 76' |
| CM                  | 9  | Tamer Seyam           |         |     |
| CM                  | 17 | Pablo Tamburrini      |         | 64' |
| LM                  | 10 | Sameh Maraaba         |         |     |
| CF                  | 11 | Yashir Islame         |         | 82' |
| Vào sân thay người: |    |                       |         |     |
| DF                  | 21 | Alexis Norambuena     |         | 64' |
| MF                  | 6  | Shadi Shaban          |         | 76' |
| FW                  | 19 | Mahmoud Wadi          |         | 82' |
| Huấn luyện viên:    |    |                       |         |     |
| Noureddine Ould Ali |    |                       |         |     |

| Cầu thủ xuất sắc nhất trận: Abdelatif Bahdari (Palestine) Trợ lý trọng tài: Abdukhamidullo Rasulov (Uzbekistan) Jakhongir Saidov (Uzbekistan) Trọng tài thứ tư: Sergei Grishchenko (Kyrgyzstan) Trợ lý trọng tài bổ sung: Valentin Kovalenko (Uzbekistan) Ilgiz Tantashev (Uzbekistan) |

### Jordan vs Syria
| Jordan                         | 2–0      | Syria |
| ------------------------------ | -------- | ----- |
| - Al-Taamari 26' - Khattab 43' | Chi tiết |       |

| Jordan | Syria |

| GK                  | 1  | Amer Shafi (c)      |     |     |
| RB                  | 2  | Feras Shelbaieh     |     |     |
| CB                  | 19 | Anas Bani Yaseen    |     |     |
| CB                  | 21 | Salem Al-Ajalin     |     |     |
| LB                  | 3  | Tareq Khattab       |     |     |
| RM                  | 7  | Yousef Al-Rawashdeh |     | 52' |
| CM                  | 4  | Baha' Abdel-Rahman  |     |     |
| CM                  | 6  | Saeed Murjan        |     |     |
| LM                  | 13 | Khalil Bani Attiah  |     |     |
| CF                  | 11 | Yaseen Al-Bakhit    |     |     |
| CF                  | 18 | Musa Al-Taamari     | 80' | 85' |
| Vào sân thay người: |    |                     |     |     |
| MF                  | 10 | Ahmed Samir         |     | 52' |
| FW                  | 14 | Ahmad Ersan         |     | 85' |
| Huấn luyện viên:    |    |                     |     |     |
| Vital Borkelmans    |    |                     |     |     |

| GK                  | 1  | Ibrahim Alma          |     |     |
| RB                  | 2  | Ahmad Al Salih        |     |     |
| CB                  | 21 | Fahd Youssef          |     | 70' |
| CB                  | 4  | Jehad Al Baour        | 80' | 82' |
| LB                  | 3  | Moayad Ajan           |     |     |
| RM                  | 15 | Abdul Malek Al Anizan | 33' |     |
| CM                  | 14 | Tamer Haj Mohamad     |     |     |
| CM                  | 10 | Mohammed Osman        |     |     |
| LM                  | 19 | Mardik Mardikian      | 2'  | 46' |
| CF                  | 7  | Omar Kharbin          |     |     |
| CF                  | 9  | Omar Al Somah (c)     |     |     |
| Vào sân thay người: |    |                       |     |     |
| MF                  | 8  | Mahmoud Al-Mawas      |     | 46' |
| MF                  | 17 | Youssef Kalfa         |     | 70' |
| MF                  | 20 | Khaled Mobayed        |     | 82' |
| Huấn luyện viên:    |    |                       |     |     |
| Bernd Stange        |    |                       |     |     |

| Cầu thủ xuất sắc nhất trận: Tareq Khattab (Jordan) Trợ lý trọng tài: Yoon Kwang-yeol (Hàn Quốc) Park Sang-jun (Hàn Quốc) Trọng tài thứ tư: Yaser Tulefat (Bahrain) Trợ lý trọng tài bổ sung: Nawaf Shukralla (Bahrain) Ko Hyung-jin (Hàn Quốc) |

### Palestine vs Úc
| Palestine | 0–3      | Úc                                       |
| --------- | -------- | ---------------------------------------- |
|           | Chi tiết | - Maclaren 18' - Mabil 20' - Giannou 90' |

| Palestine | Úc |

| GK                  | 22 | Rami Hamadeh          |     |     |
| RB                  | 7  | Musab Al-Battat       |     |     |
| CB                  | 15 | Abdelatif Bahdari (c) |     |     |
| CB                  | 21 | Alexis Norambuena     |     |     |
| LB                  | 14 | Abdullah Jaber        |     |     |
| CM                  | 19 | Mahmoud Wadi          |     | 77' |
| CM                  | 23 | Mohammed Darweesh     |     |     |
| RW                  | 6  | Shadi Shaban          |     |     |
| AM                  | 20 | Nazmi Albadawi        |     | 71' |
| LW                  | 9  | Tamer Seyam           |     |     |
| CF                  | 8  | Jonathan Cantillana   | 35' | 57' |
| Vào sân thay người: |    |                       |     |     |
| MF                  | 18 | Oday Dabbagh          |     | 57' |
| MF                  | 3  | Mohammed Bassim       |     | 71' |
| FW                  | 12 | Khaled Salem          |     | 77' |
| Huấn luyện viên:    |    |                       |     |     |
| Noureddine Ould Ali |    |                       |     |     |

| GK                  | 1  | Mathew Ryan       |     |     |
| RB                  | 4  | Rhyan Grant       |     |     |
| CB                  | 2  | Milos Degenek     |     |     |
| CB                  | 20 | Trent Sainsbury   | 83' |     |
| LB                  | 16 | Aziz Behich       |     |     |
| CM                  | 5  | Mark Milligan (c) |     |     |
| CM                  | 22 | Jackson Irvine    |     |     |
| RW                  | 21 | Awer Mabil        |     | 87' |
| AM                  | 23 | Tom Rogic         | 56' | 75' |
| LW                  | 15 | Chris Ikonomidis  |     |     |
| CF                  | 9  | Jamie Maclaren    |     | 82' |
| Vào sân thay người: |    |                   |     |     |
| MF                  | 8  | Massimo Luongo    |     | 75' |
| FW                  | 14 | Apostolos Giannou |     | 82' |
| FW                  | 10 | Robbie Kruse      |     | 87' |
| Huấn luyện viên:    |    |                   |     |     |
| Graham Arnold       |    |                   |     |     |

| Cầu thủ xuất sắc nhất trận: Awer Mabil (Úc) Trợ lý trọng tài: Abdukhamidullo Rasulov (Uzbekistan) Jakhongir Saidov (Uzbekistan) Trọng tài thứ tư: Mohamed Salman (Bahrain) Trợ lý trọng tài bổ sung: Ravshan Irmatov (Uzbekistan) Ilgiz Tantashev (Uzbekistan) |

### Úc vs Syria
| Úc                                         | 3–2      | Syria                                |
| ------------------------------------------ | -------- | ------------------------------------ |
| - Mabil 41' - Ikonomidis 54' - Rogic 90+3' | Chi tiết | - Kharbin 43' - Al Somah 80' (ph.đ.) |

| Úc | Syria |

| GK                  | 1  | Mathew Ryan       |     |       |
| RB                  | 4  | Rhyan Grant       |     |       |
| CB                  | 2  | Milos Degenek     |     |       |
| CB                  | 5  | Mark Milligan (c) |     |       |
| LB                  | 16 | Aziz Behich       |     |       |
| CM                  | 22 | Jackson Irvine    |     |       |
| CM                  | 8  | Massimo Luongo    | 62' | 90+1' |
| RW                  | 21 | Awer Mabil        |     | 82'   |
| AM                  | 23 | Tom Rogic         |     |       |
| LW                  | 15 | Chris Ikonomidis  |     |       |
| CF                  | 9  | Jamie Maclaren    |     | 68'   |
| Vào sân thay người: |    |                   |     |       |
| FW                  | 14 | Apostolos Giannou |     | 68'   |
| FW                  | 10 | Robbie Kruse      |     | 82'   |
| DF                  | 6  | Matthew Jurman    |     | 90+1' |
| Huấn luyện viên:    |    |                   |     |       |
| Graham Arnold       |    |                   |     |       |

| GK                  | 1  | Ibrahim Alma          |     |     |
| RB                  | 12 | Hussein Jwayed        |     | 74' |
| CB                  | 5  | Omar Midani           |     |     |
| CB                  | 2  | Ahmad Al Salih (c)    |     |     |
| LB                  | 3  | Moayad Ajan           |     |     |
| RM                  | 8  | Mahmoud Al-Mawas      | 59' |     |
| CM                  | 14 | Tamer Haj Mohamad     |     |     |
| CM                  | 20 | Khaled Mobayed        |     | 83' |
| LM                  | 7  | Omar Kharbin          |     |     |
| AM                  | 10 | Mohammed Osman        |     | 72' |
| CF                  | 9  | Omar Al Somah         |     |     |
| Vào sân thay người: |    |                       |     |     |
| MF                  | 21 | Fahd Youssef          |     | 72' |
| DF                  | 15 | Abdul Malek Al Anizan |     | 74' |
| MF                  | 18 | Zaher Midani          |     | 83' |
| Huấn luyện viên:    |    |                       |     |     |
| Fajr Ibrahim        |    |                       |     |     |

| Cầu thủ xuất sắc nhất trận: Tom Rogic (Úc) Trợ lý trọng tài: Miguel Hernández (México) Alberto Morín (México) Trọng tài thứ tư: Palitha Hemathunga (Sri Lanka) Trợ lý trọng tài bổ sung: Lưu Quách Dân (Hồng Kông) Khamis Al-Marri (Qatar) |

### Palestine vs Jordan
| Palestine | 0–0      | Jordan |
| --------- | -------- | ------ |
|           | Chi tiết |        |

| Palestine | Jordan |

| GK                  | 22 | Rami Hamadeh          |     |     |
| RB                  | 3  | Mohammed Bassim       |     | 88' |
| CB                  | 15 | Abdelatif Bahdari (c) |     |     |
| CB                  | 7  | Musab Al-Battat       |     |     |
| LB                  | 14 | Abdullah Jaber        |     |     |
| RM                  | 18 | Oday Dabbagh          |     |     |
| CM                  | 23 | Mohammed Darweesh     |     | 79' |
| CM                  | 4  | Mohammed Saleh        |     |     |
| LM                  | 9  | Tamer Seyam           | 19' |     |
| AM                  | 11 | Yashir Islame         |     | 62' |
| CF                  | 19 | Mahmoud Wadi          | 88' |     |
| Vào sân thay người: |    |                       |     |     |
| FW                  | 12 | Khaled Salem          |     | 62' |
| MF                  | 20 | Nazmi Albadawi        |     | 79' |
| DF                  | 21 | Alexis Norambuena     |     | 88' |
| Huấn luyện viên:    |    |                       |     |     |
| Noureddine Ould Ali |    |                       |     |     |

| GK                  | 1  | Amer Shafi (c)     |     |     |
| RB                  | 2  | Feras Shelbaieh    |     |     |
| CB                  | 3  | Tareq Khattab      |     |     |
| CB                  | 19 | Anas Bani Yaseen   | 54' |     |
| LB                  | 23 | Ihsan Haddad       |     |     |
| CM                  | 13 | Khalil Bani Attiah |     |     |
| CM                  | 4  | Baha' Abdel-Rahman |     |     |
| RW                  | 14 | Ahmad Ersan        |     | 82' |
| AM                  | 6  | Saeed Murjan       | 25' | 63' |
| LW                  | 11 | Yaseen Al-Bakhit   |     |     |
| CF                  | 10 | Ahmed Samir        |     |     |
| Vào sân thay người: |    |                    |     |     |
| FW                  | 20 | Odai Khadr         |     | 63' |
| MF                  | 16 | Saleh Rateb        |     | 82' |
| Huấn luyện viên:    |    |                    |     |     |
| Vital Borkelmans    |    |                    |     |     |

| Cầu thủ xuất sắc nhất trận: Ahmed Samir (Jordan) Trợ lý trọng tài: Taleb Al-Marri (Qatar) Saud Al-Maqaleh (Qatar) Trọng tài thứ tư: Yoon Kwang-yeol (Hàn Quốc) Trợ lý trọng tài bổ sung: Ali Sabah (Iraq) Khamis Al-Kuwari (Qatar) |

## Kỷ luật
Điểm đội đoạt giải phong cách sẽ được sử dụng làm các tiêu chí nếu các kỷ lục đối đầu và tổng thể của các đội tuyển vẫn hòa (và nếu loạt sút luân lưu không được áp dụng như một tiêu chí). Chúng được tính dựa trên các thẻ vàng và thẻ đỏ nhận được trong tất cả các trận đấu bảng như sau:
- thẻ vàng = 1 điểm
- thẻ đỏ với tư cách một kết quả của hai thẻ vàng = 3 điểm
- thẻ đỏ trực tiếp = 3 điểm
- thẻ vàng tiếp theo sau thẻ đỏ trực tiếp = 4 điểm

Chỉ một trong những khoản khấu trừ trên sẽ được áp dụng cho một cầu thủ trong một trận đấu duy nhất.
| Đội tuyển | Trận 1   | Trận 1                                    | Trận 1 | Trận 1            | Trận 2   | Trận 2                                    | Trận 2 | Trận 2            | Trận 3   | Trận 3                                    | Trận 3 | Trận 3            | Điểm |
| Đội tuyển | Thẻ vàng | Thẻ vàng · Thẻ vàng-đỏ (thẻ đỏ gián tiếp) | Thẻ đỏ | Thẻ vàng · Thẻ đỏ | Thẻ vàng | Thẻ vàng · Thẻ vàng-đỏ (thẻ đỏ gián tiếp) | Thẻ đỏ | Thẻ vàng · Thẻ đỏ | Thẻ vàng | Thẻ vàng · Thẻ vàng-đỏ (thẻ đỏ gián tiếp) | Thẻ đỏ | Thẻ vàng · Thẻ đỏ | Điểm |
| --------- | -------- | ----------------------------------------- | ------ | ----------------- | -------- | ----------------------------------------- | ------ | ----------------- | -------- | ----------------------------------------- | ------ | ----------------- | ---- |
| Úc        | 1        |                                           |        |                   | 2        |                                           |        |                   | 1        |                                           |        |                   | −4   |
| Jordan    | 1        |                                           |        |                   | 1        |                                           |        |                   | 2        |                                           |        |                   | −4   |
| Syria     | 2        |                                           |        |                   | 3        |                                           |        |                   | 1        |                                           |        |                   | −6   |
| Palestine | 2        | 1                                         |        |                   | 1        |                                           |        |                   | 2        |                                           |        |                   | −8   |